# فرد الن وولف
فرد الن وولف (انگلیسی: Fred Alan Wolf؛ زاده ۳ دسامبر ۱۹۳۴) فیزیک‌دان آمریکایی در گرایش فیزیک نظری و از متخصصان مکانیک کوانتومی است.